# Edmund Heller (Zoologe)

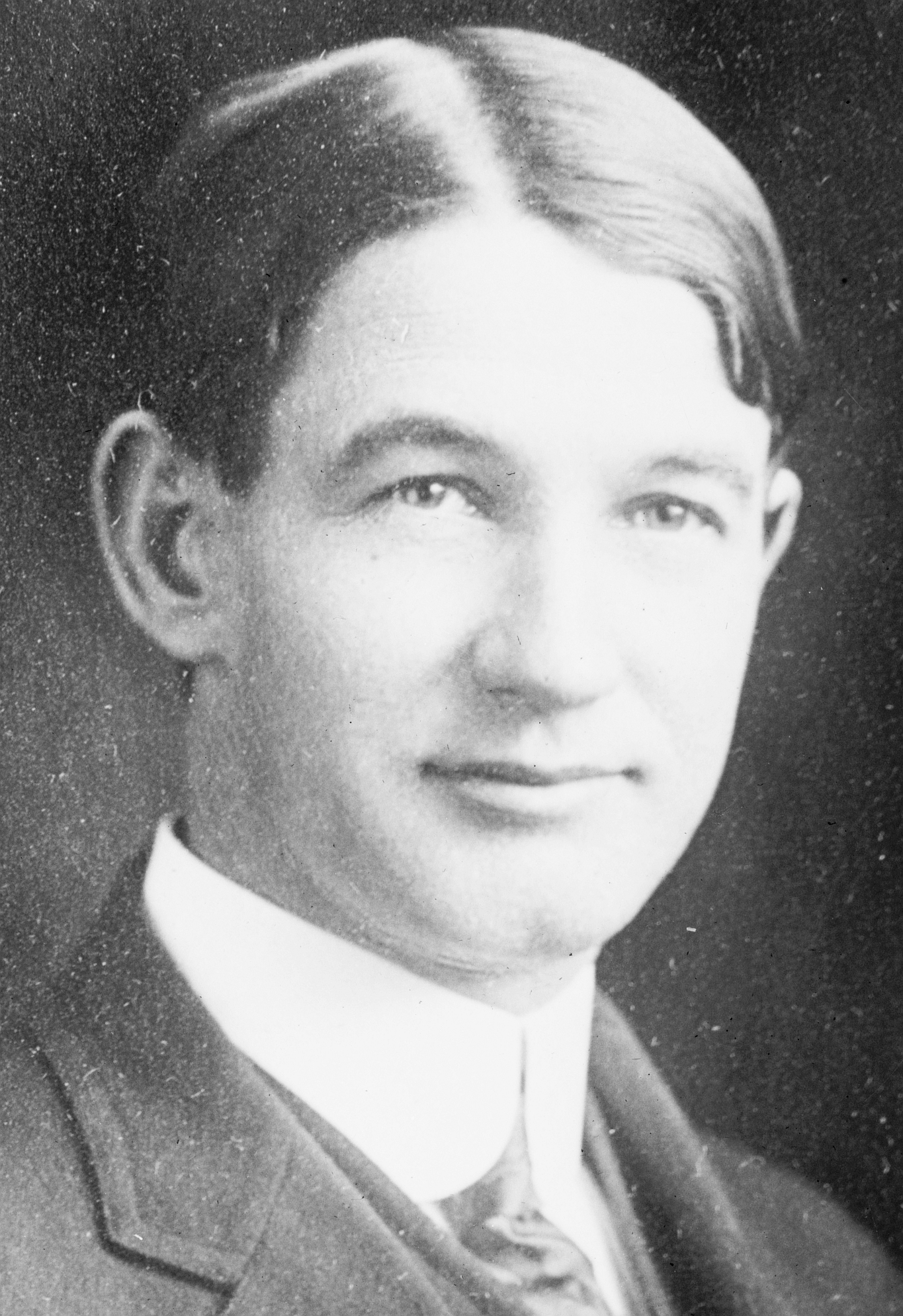
Edmund Heller

Edmund Heller (* 21. Mai 1875 in Freeport, Illinois; † 18. Juli 1939 in San Francisco, Kalifornien) war ein US-amerikanischer Zoologe.

## Leben und Wirken
Von 1896 bis 1901 absolvierte Heller ein Zoologiestudium an der Stanford University, das er mit dem Grad eines Bachelor of Arts of Arts abschloss. Von 1926 bis 1928 war er Kurator für Säugetiere am Field Museum of Natural History in Chicago. Von 1928 bis 1935 hielt er in den Direktorenposten des Washington Park Zoos in Milwaukee inne und von 1935 bis zu seinem Tod im Jahre 1939 wechselte er als Direktor zum Fleishhacker Zoo nach San Francisco. Im selben Zeitraum war er Präsident der Association of Zoos and Aquariums. Von 1898 bis 1899 besuchte er mit der Hopkins Stanford Galapagos Expedition die Galápagos-Inseln, wo er zusammen mit Robert Evans Snodgrass mehrere neue Fischarten wie den Galápagos-Riffbarsch oder den Galapagoshai beschrieb. Anfang des 20. Jahrhunderts führten ihn mehrere Forschungsreisen nach Afrika, über die er 1914 in Zusammenarbeit mit Theodore Roosevelt das Buch Life-histories of African Game Animals verfasste.

## Dedikationsnamen
Nach Edmund Heller sind die Taita-Drossel (Turdus helleri (Mearns, 1913)) und der Punadistelschwanz (Schizoeaca helleri (Chapman, 1923)) benannt. Außerdem findet sich sein Name in der Unterart Troglodytes pacificus helleri (Osgood, 1901) und in einer Unterart der Sternrötel (Pogonocichla stellata helleri Mearns, 1913). Bei den Unterart Pternistis hildebrandti helleri Mearns, 1915 handelt es sich um ein Synonym für die Nominatform des Hildebrandtfrankolins (Pternistis hildebrandti Cabanis, 1878) und bei Megascops napensis helleri Kelso, L, 1940 ein Synonym für die Rio-Napo-Kreischeule (Megascops napensis (Chapman, 1928)). Trotzdem waren beide Widmungen ebenfalls für Heller.

## Werke (Auswahl)
- 1903: New Fishes (mit Robert Evans Snodgrass)
- 1905: Shore Fishes of the Revillagigedo, Clipperton, Cocos and Galapagos Islands (mit Robert Evans Snodgrass)
- 1910: Birds and Mammals of the 1907 Alexander Expedition to Southeastern Alaska (mit Annie Montague Alexander, Joseph Grinnell, Frank Stephens, Joseph Dixon)
- 1914: Life-histories of African Game Animals (mit Theodore Roosevelt)
- 1914: The White Rhinoceros
- 1925: The Big Game Animals of Yellowstone National Park